# Perù ai Giochi della XXXII Olimpiade
Il Perù ha partecipato ai Giochi della XXXII Olimpiade, che si sono svolti a Tokyo, Giappone, dal 23 luglio all'8 agosto 2021 (inizialmente previsti dal 24 luglio al 9 agosto 2020 ma posticipati per la pandemia di COVID-19) con 35 atleti.

## Delegazione
| Sport             | Uomini | Donne | Totale |
| ----------------- | ------ | ----- | ------ |
| Atletica leggera  | 3      | 5     | 8      |
| Badminton         | 0      | 1     | 1      |
| Canottaggio       | 1      | 0     | 1      |
| Ciclismo          | 1      | 0     | 1      |
| Ginnastica        | 0      | 1     | 1      |
| Judo              | 1      | 0     | 1      |
| Karate            | 0      | 1     | 1      |
| Lotta             | 1      | 0     | 1      |
| Nuoto             | 1      | 1     | 2      |
| Pugilato          | 2      | 0     | 2      |
| Scherma           | 0      | 1     | 1      |
| Skateboard        | 1      | 0     | 1      |
| Sollevamento pesi | 1      | 0     | 1      |
| Surf              | 2      | 2     | 4      |
| Tennis            | 1      | 0     | 1      |
| Tiro              | 3      | 0     | 3      |
| Vela              | 1      | 4     | 5      |
| Totale            | 19     | 16    | 35     |

## Risultati

### Atletica leggera
Uomini
Eventi su pista e strada
| Atleta            | Evento       | Batteria  | Batteria  | Semifinale | Semifinale | Finale    | Finale    |
| Atleta            | Evento       | Risultato | Posizione | Risultato  | Posizione  | Risultato | Posizione |
| ----------------- | ------------ | --------- | --------- | ---------- | ---------- | --------- | --------- |
| Cristhian Pacheco | Maratona     | N.D.      | N.D.      | N.D.       | N.D.       | 2h22'12"  | 60º       |
| Luis Henry Campos | Marcia 20 km | N.D.      | N.D.      | N.D.       | N.D.       | 1h30'58"  | 43º       |
| César Rodríguez   | Marcia 20 km | N.D.      | N.D.      | N.D.       | N.D.       | 1h24'40"  | 21º       |

Donne
Eventi su pista e strada
| Atleta            | Evento       | Batteria  | Batteria  | Semifinale | Semifinale | Finale    | Finale    |
| Atleta            | Evento       | Risultato | Posizione | Risultato  | Posizione  | Risultato | Posizione |
| ----------------- | ------------ | --------- | --------- | ---------- | ---------- | --------- | --------- |
| Jovana de la Cruz | Maratona     | N.D.      | N.D.      | N.D.       | N.D.       | 2h36'38"  | 40ª       |
| Gladys Tejeda     | Maratona     | N.D.      | N.D.      | N.D.       | N.D.       | 2h34'21"  | 27ª       |
| Mary Luz Andia    | Marcia 20 km | N.D.      | N.D.      | N.D.       | N.D.       | 1h35'25"  | 24ª       |
| Kimberly García   | Marcia 20 km | N.D.      | N.D.      | N.D.       | N.D.       | DNF       | DNF       |
| Leyde Guerra      | Marcia 20 km | N.D.      | N.D.      | N.D.       | N.D.       | 1h38'10"  | 36ª       |

### Badminton
| Atleta         | Evento            | Girone                        | Girone                 | Girone | Ottavi               | Quarti               | Semifinale           | Finale               | Finale          |
| Atleta         | Evento            | Avversario Punteggio          | Avversario Punteggio   | Pos.   | Avversario Punteggio | Avversario Punteggio | Avversario Punteggio | Avversario Punteggio | Pos.            |
| -------------- | ----------------- | ----------------------------- | ---------------------- | ------ | -------------------- | -------------------- | -------------------- | -------------------- | --------------- |
| Daniela Macías | Singolo femminile | Ongbamrungphan P (4–21, 9–21) | Kuuba P (19–21, 13–21) | 3ª Q   | Non qualificata      | Non qualificata      | Non qualificata      | Non qualificata      | Non qualificata |

### Canottaggio
| FA   | Qualificato in finale A (per le medaglie)     |
| FB   | Qualificato in finale B (non per le medaglie) |
| FC   | Qualificato in finale C (non per le medaglie) |
| FD   | Qualificato in finale D (non per le medaglie) |
| FE   | Qualificato in finale E (non per le medaglie) |
| FF   | Qualificato in finale F (non per le medaglie) |
| SA/B | Semifinali A/B                                |
| SC/D | Semifinali C/D                                |
| SE/F | Semifinali E/F                                |
| QF   | Qualificato ai quarti di finale               |
| R    | Ripescaggio                                   |

| Atleta        | Evento           | Batteria | Batteria | Ripescaggio | Ripescaggio | Quarti  | Quarti  | Semifinale | Semifinale | Finale  | Finale |
| Atleta        | Evento           | Tempo    | Pos.     | Tempo       | Pos.        | Tempo   | Pos.    | Tempo      | Pos.       | Tempo   | Pos.   |
| ------------- | ---------------- | -------- | -------- | ----------- | ----------- | ------- | ------- | ---------- | ---------- | ------- | ------ |
| Álvaro Torres | Singolo maschile | 7'07"92  | 3º QF    | Bye         | Bye         | 7'31"85 | 4º SC/D | 7'02"49    | 4º FC      | 7'03"69 | 17º    |

### Ciclismo

#### Ciclismo su strada
| Atleta         | Evento                  | Tempo | Posizione |
| -------------- | ----------------------- | ----- | --------- |
| Royner Navarro | Corsa in linea maschile | DNF   | DNF       |

### Ginnastica

#### Ginnastica artistica
Donne
| Atleta        | Evento               | Qualificazione | Qualificazione | Qualificazione | Qualificazione | Qualificazione | Qualificazione | Finale          | Finale          | Finale          | Finale          | Finale          | Finale          |
| Atleta        | Evento               | Attrezzo       | Attrezzo       | Attrezzo       | Attrezzo       | Totale         | Pos.           | Attrezzo        | Attrezzo        | Attrezzo        | Attrezzo        | Totale          | Pos.            |
| Atleta        | Evento               | CL             | V              | T              | P              | Totale         | Pos.           | CL              | V               | T               | P               | Totale          | Pos.            |
| ------------- | -------------------- | -------------- | -------------- | -------------- | -------------- | -------------- | -------------- | --------------- | --------------- | --------------- | --------------- | --------------- | --------------- |
| Ariana Orrego | Concorso individuale | 12.066         | 13.433         | 12.066         | 9.466          | 47.031         | 74ª            | Non qualificata | Non qualificata | Non qualificata | Non qualificata | Non qualificata | Non qualificata |

### Judo
| Atleta        | Evento         | Preliminari          | 16-esimi             | Ottavi               | Quarti               | Semifinali           | Ripescaggio          | Finale               | Pos.            |
| Atleta        | Evento         | Avversario Punteggio | Avversario Punteggio | Avversario Punteggio | Avversario Punteggio | Avversario Punteggio | Avversario Punteggio | Avversario Punteggio | Pos.            |
| ------------- | -------------- | -------------------- | -------------------- | -------------------- | -------------------- | -------------------- | -------------------- | -------------------- | --------------- |
| Juan Postigos | 66 kg maschile | Katz P 00–10         | Non qualificato      | Non qualificato      | Non qualificato      | Non qualificato      | Non qualificato      | Non qualificato      | Non qualificato |

### Karate
Kumite
| Atleta           | Evento          | Girone               | Girone               | Girone               | Girone               | Girone | Semifinali           | Finale               | Pos.            |
| Atleta           | Evento          | Avversario Punteggio | Avversario Punteggio | Avversario Punteggio | Avversario Punteggio | Pos.   | Avversario Punteggio | Avversario Punteggio | Pos.            |
| ---------------- | --------------- | -------------------- | -------------------- | -------------------- | -------------------- | ------ | -------------------- | -------------------- | --------------- |
| Alexandra Grande | 61 kg femminile | Serogina P 1–6       | Farouk P 0–2         | Preković P 0–1       | Sadini V 3–1         | 4º     | Non qualificata      | Non qualificata      | Non qualificata |

### Lotta
Libera
| Atleta        | Evento         | Ottavi               | Quarti               | Semifinali           | Ripescaggio          | Finale / FB          | Pos.            |
| Atleta        | Evento         | Avversario Risultato | Avversario Risultato | Avversario Risultato | Avversario Risultato | Avversario Risultato | Pos.            |
| ------------- | -------------- | -------------------- | -------------------- | -------------------- | -------------------- | -------------------- | --------------- |
| Pool Ambrocio | 86 kg maschile | Lin P 0–4            | Non qualificato      | Non qualificato      | Non qualificato      | Non qualificato      | Non qualificato |

### Nuoto
| Atleta          | Evento                      | Batterie | Batterie  | Semifinali      | Semifinali      | Finale          | Finale          |
| Atleta          | Evento                      | Tempo    | Posizione | Tempo           | Posizione       | Tempo           | Posizione       |
| --------------- | --------------------------- | -------- | --------- | --------------- | --------------- | --------------- | --------------- |
| Joaquín Vargas  | 200 m stile libero maschili | 1'49"93  | 3º        | Non qualificato | Non qualificato | Non qualificato | Non qualificato |
| Joaquín Vargas  | 400 m stile libero maschili | 3'52"94  | 3º        | N.D.            | N.D.            | Non qualificato | Non qualificato |
| McKenna DeBever | 100 m dorso femminili       | 1'02"09  | 2ª        | Non qualificata | Non qualificata | Non qualificata | Non qualificata |
| McKenna DeBever | 200 m misti femminili       | 2'15"86  | 1ª        | Non qualificata | Non qualificata | Non qualificata | Non qualificata |

### Pugilato
| Atleta           | Evento                | 16-esimi             | Ottavi               | Quarti               | Semifinali           | Finale               | Pos.            |
| Atleta           | Evento                | Avversario Punteggio | Avversario Punteggio | Avversario Punteggio | Avversario Punteggio | Avversario Punteggio | Pos.            |
| ---------------- | --------------------- | -------------------- | -------------------- | -------------------- | -------------------- | -------------------- | --------------- |
| Leodan Pezo      | Pesi leggeri maschile | Safiullin P 0–5      | Non qualificato      | Non qualificato      | Non qualificato      | Non qualificato      | Non qualificato |
| José María Lúcar | Pesi massimi maschile | Bye                  | Abduljabbar P 0–5    | Non qualificato      | Non qualificato      | Non qualificato      | Non qualificato |

### Scherma
| Atleta           | Evento            | 32-esimi             | 16-esimi             | Ottavi               | Quarti               | Semifinali           | Finale / FB          | Pos.            |
| Atleta           | Evento            | Avversario Punteggio | Avversario Punteggio | Avversario Punteggio | Avversario Punteggio | Avversario Punteggio | Avversario Punteggio | Pos.            |
| ---------------- | ----------------- | -------------------- | -------------------- | -------------------- | -------------------- | -------------------- | -------------------- | --------------- |
| María Luisa Doig | Spada individuale | Bye                  | Vivian Kong P 11–15  | Non qualificata      | Non qualificata      | Non qualificata      | Non qualificata      | Non qualificata |

### Skateboard
| Atleta              | Evento          | Qualificazione | Qualificazione | Finale    | Finale |
| Atleta              | Evento          | Punteggio      | Pos.           | Punteggio | Pos.   |
| ------------------- | --------------- | -------------- | -------------- | --------- | ------ |
| Angelo Caro Narvaez | Street maschile | 32,93          | 7º Q           | 32,87     | 5º     |

### Sollevamento pesi
| Atleta      | Evento         | Strappo   | Strappo    | Slancio   | Slancio    | Totale | Classifica |
| Atleta      | Evento         | Risultato | Classifica | Risultato | Classifica | Totale | Classifica |
| ----------- | -------------- | --------- | ---------- | --------- | ---------- | ------ | ---------- |
| Marco Rojas | 61 kg maschile | 105       | 14º        | 135       | 12º        | 240    | 12º        |

### Surf
| Atleta           | Evento               | Round 1   | Round 1 | Round 2   | Round 2 | Round 3                 | Quarti               | Semifinale           | Finale / FB          | Pos.            |
| Atleta           | Evento               | Punteggio | Pos.    | Punteggio | Pos.    | Avversario Risultato    | Avversario Risultato | Avversario Risultato | Avversario Risultato | Pos.            |
| ---------------- | -------------------- | --------- | ------- | --------- | ------- | ----------------------- | -------------------- | -------------------- | -------------------- | --------------- |
| Lucca Mesinas    | Shortboard maschile  | 11,40     | 1º R3   | Bye       | Bye     | Fioravanti V 10,77–8,86 | Wright P 7,83–12,74  | Non qualificato      | Non qualificato      | Non qualificato |
| Miguel Tudela    | Shortboard maschile  | 10,67     | 2º R3   | Bye       | Bye     | Ohhara P 10,00–9,63     | Non qualificato      | Non qualificato      | Non qualificato      | Non qualificato |
| Sofía Mulánovich | Shortboard femminile | 7,80      | 3ª R2   | 9,36      | 3ª R3   | Moore P 15,33–7,74      | Non qualificata      | Non qualificata      | Non qualificata      | Non qualificata |
| Daniella Rosas   | Shortboard femminile | 7,50      | 4ª R2   | 8,14      | 5ª      | Non qualificata         | Non qualificata      | Non qualificata      | Non qualificata      | Non qualificata |

### Tennis
| Atleta              | Evento             | 32-esimi                 | 16-esimi             | Ottavi               | Quarti               | Semifinali           | Finale               | Pos.            |
| Atleta              | Evento             | Avversario Punteggio     | Avversario Punteggio | Avversario Punteggio | Avversario Punteggio | Avversario Punteggio | Avversario Punteggio | Pos.            |
| ------------------- | ------------------ | ------------------------ | -------------------- | -------------------- | -------------------- | -------------------- | -------------------- | --------------- |
| Juan Pablo Varillas | Singolare maschile | Schwartzman P (5–7, 4–6) | Non qualificato      | Non qualificato      | Non qualificato      | Non qualificato      | Non qualificato      | Non qualificato |

### Tiro a segno/volo
| Atleta              | Evento                               | Qualificazione | Qualificazione | Finale          | Finale          |
| Atleta              | Evento                               | Punteggio      | Classifica     | Punteggio       | Classifica      |
| ------------------- | ------------------------------------ | -------------- | -------------- | --------------- | --------------- |
| Marko Carrillo      | Pistola 10 m aria compressa maschile | 569            | 29º            | Non qualificato | Non qualificato |
| Marko Carrillo      | Pistola 25 m automatica maschile     | 572            | 18º            | Non qualificato | Non qualificato |
| Alessandro de Souza | Trap maschile                        | 118            | 27º            | Non qualificato | Non qualificato |
| Nicolás Pacheco     | Skeet maschile                       | 122            | 8º             | Non qualificato | Non qualificato |

### Vela
| Atleta                           | Evento           | Regata | Regata | Regata | Regata | Regata | Regata | Regata | Regata | Regata | Regata | Regata | Regata | Regata | Punteggio Totale | Punteggio Netto | Classifica |
| Atleta                           | Evento           | 1      | 2      | 3      | 4      | 5      | 6      | 7      | 8      | 9      | 10     | 11     | 12     | M      | Punteggio Totale | Punteggio Netto | Classifica |
| -------------------------------- | ---------------- | ------ | ------ | ------ | ------ | ------ | ------ | ------ | ------ | ------ | ------ | ------ | ------ | ------ | ---------------- | --------------- | ---------- |
| María Belén Bazo                 | RS:X femminile   | 14     | 13     | 17     | 15     | 8      | 5      | 12     | 12     | 11     | 15     | 11     | 14     | EL     | 147              | 130             | 13ª        |
| Stefano Peschiera                | Laser maschile   | 12     | 26     | 21     | 18     | 19     | 33     | 19     | 15     | 14     | 36 RET | N.D.   | N.D.   | EL     | 213              | 177             | 25º        |
| Paloma Schmidt                   | Laser femminile  | 17     | 37     | 39     | 38     | 29     | 35     | 32     | 35     | 31     | 11     | N.D.   | N.D.   | EL     | 304              | 265             | 36ª        |
| Diana Tudela María Pia van Oordt | 49erFX femminile | 19     | 18     | 22 UFD | 19     | 18     | 17     | 17     | 18     | 16     | 16     | 5      | 11     | EL     | 196              | 174             | 20ª        |